# Gyrophaena laurana
Gyrophaena laurana är en skalbaggsart som beskrevs av Thomas Casey 1906. Gyrophaena laurana ingår i släktet Gyrophaena och familjen kortvingar. Inga underarter finns listade i Catalogue of Life.